# 成貴妃
成貴妃（せいきひ、満洲語: ᠮᡠᡨᡝᠩᡤᠠ
ᡤᡠᡳᡶᡝᡳ　転写：mutengga guifei、嘉慶18年2月8日（1813年3月10日） - 光緒14年（1888年））は、清の道光帝の側室。満洲鑲黄旗の出身。姓はニオフル（鈕祜禄）氏（Niohuru hala）。

## 生涯
道光8年（1828年）、后妃選定面接試験「選秀女」を受けて合格し、「成貴人」に封ぜられた。しかし同年、「兪常在」に降格された。8年後の道光16年（1836年）、成貴人に復帰した。道光25年（1845年）、成嬪に進んだ。しかし道光29年（1849年）、成貴人に再降格された。
咸豊帝の即位後、成嬪に尊封された。同治帝の即位後、成妃に尊封された。また、光緒帝の即位後、成貴妃に尊封された。
光緒14年（1888年）、数え76歳で薨去した。慕陵の妃園寝に陪葬された。

## 登場作品
- 香港：テレビドラマ『万凰之王』